# Iponimia
L'iponimia è un termine, introdotto in linguistica da John Lyons (1963), che indica una specifica relazione semantica tra due termini, uno dei quali, detto "iponimo", ha un campo semantico meno esteso di quello dell'altro termine e ne è ricompreso.
Dati due lessemi x e y, c'è iponimia quando "tutti gli x sono y ma non tutti gli y sono x". In questo caso x è l'iponimo di y, il quale è iperonimo (anche detto "sovraordinato" o "arcilessema") rispetto a x.
Così, ad esempio, pioppo è iponimo di albero (infatti tutti i pioppi sono alberi, ma non tutti gli alberi sono pioppi). Ancora: sedia, armadio e tavolo sono iponimi di mobile. Sedia, armadio e tavolo si dicono co-iponimi di mobile. L'inverso dell'iponimia è l'iperonimia. L'iponimia non va confusa con la meronimia.

## Catene iponimiche
Le catene iponimiche sono delle catene in cui ogni termine è iponimo diretto del successivo. Si parla di iponimia diretta quando tra due termini non può frapporsi un altro termine iponimo di uno e iperonimo dell'altro. Per esempio, gatto è iponimo di animale, ma non è iponimo diretto, in quanto c'è fra i due termini un altro termine che a sua volta è iperonimo di gatto e iponimo di animale: felino. La serie di iponimie dirette siamese- gatto- felino- mammifero- animale è una catena iponimica.